# 1772 en arts plastiques
| Années des arts plastiques : 1769 - 1770 - 1771 - 1772 - 1773 - 1774 - 1775    |
| Décennies des arts plastiques : 1740 - 1750 - 1760 - 1770 - 1780 - 1790 - 1800 |

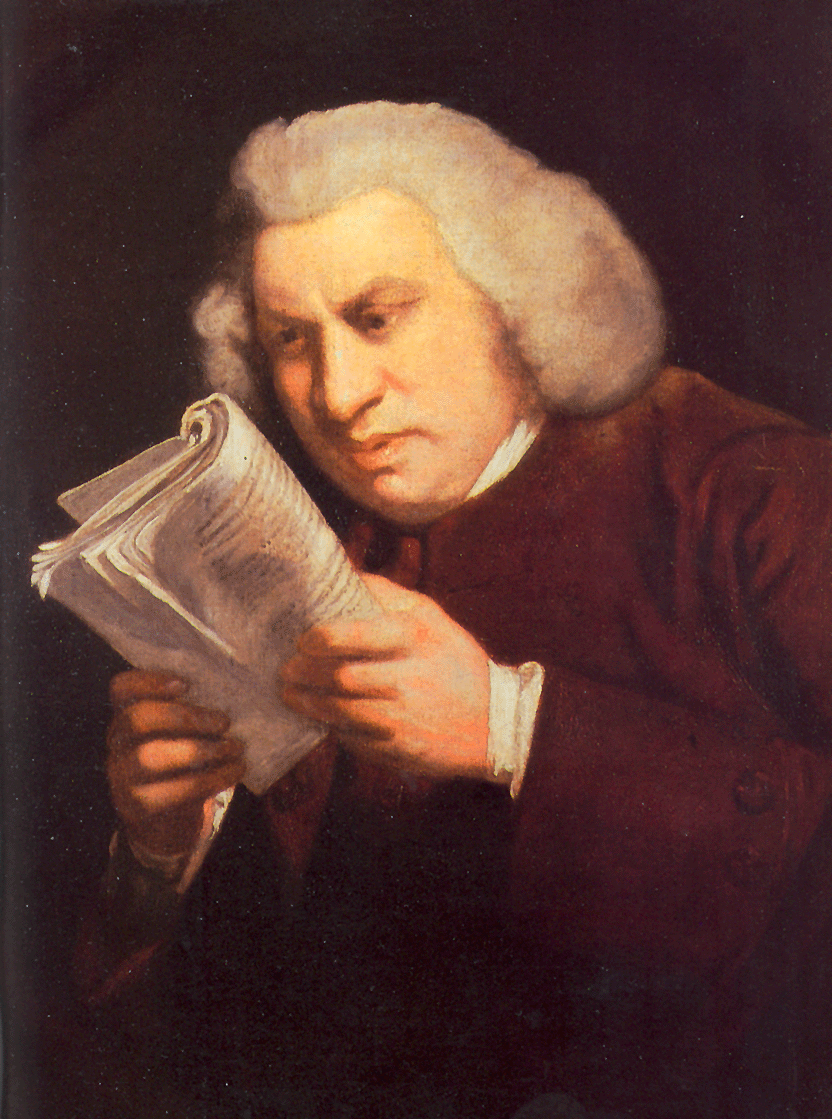
Portrait de Samuel Johnson de Joshua Reynolds.

Cette page concerne l'année 1772 en arts plastiques.

## Œuvres
- L'Adoration du nom de Dieu, fresque de Francisco de Goya.
- 1771-1774 : Huida a Egipto, eau-forte de Francisco de Goya.
- 1772-1774 : L'Assomption de la Vierge et saint Íñigo, huile sur bois de Francisco de Goya.

## Naissances
- 1er février : Antoine-Laurent Castellan, peintre et graveur français († 2 avril 1838),
- 6 février :
  - Gerhard von Kügelgen, peintre allemand († 27 mars 1820),
  - Karl von Kügelgen, peintre allemand († 9 janvier 1832),
- 8 février : Louis-Marie Autissier, peintre français († 4 septembre 1830),
- 14 février : Vincenzo Riolo, peintre italien († 5 juillet 1837),
- 21 février : Luigi Sabatelli, peintre néoclassique italien († 29 janvier 1850),
- 15 mai : François-Gédéon Reverdin, peintre, dessinateur, graveur et enseignant suisse († 12 octobre 1828),
- 20 novembre : Jean-Baptiste Couvelet, peintre français († 6 septembre 1830),
- Vers 1772 :
- Eustație Altini, peintre moldave († 1815).

## Décès
- 10 février : Louis Tocqué, peintre français (° 19 novembre 1696),
- 29 avril : Pierre-Louis Surugue, graveur français (° 10 février 1710),
- 31 août : Marie-Suzanne Roslin, peintre française (° 9 mars 1734),
- 11 novembre : Jan Maurits Quinkhard, peintre néerlandais († 28 janvier 1688),
- ? : Giovanni Angelo Borroni, peintre baroque italien (° 1684).